# پارک ملی شیخ جمال هندی
پارک ملی شیخ جمال هندی (به لاتین: Sheikh Jamal Inani National Park) یک پارک ملی در بنگلادش است که در اوخیا واقع شده‌است.